# 集団主義
集団主義（しゅうだんしゅぎ、英: Groupism）とは、個人や国家よりも社会集団に対して価値を置く思想、或いはその傾向を指す用語である。対義語は個人主義(individualism)。個人主義や集団主義という用語が最初に用いられたのは18-19世紀のイギリスの政治思想の世界とされ、個人主義は自由主義（リベラリズム）と同義で、権威主義と対比される言葉として用いられた。

## 概要
集団主義の辞書的定義には以下がある。
集団主義は個人主義に反対する。西洋諸国は個人主義的とされ、非西洋社会（アフリカ諸国・アラブ諸国・アジア諸国・中南米諸国・ロシア）は集団主義社会とされる。 カール・マルクスは、19世紀における最も強力な集産主義の唱道者であった。共産主義、ファシズム、社会主義は集産主義的システムである。

## 哲学
紀元前5世紀のギリシアに、ソフィストたちの個人主義的な哲学と、これに異を唱えるプラトン、ソクラテスという構図があった。H.C.トリアンディスの『個人主義と集団主義』によれば、中国の哲学の伝統は集団主義的であったが、孔子の思想および明末期の多くの哲学者の思想は個人主義的な志向を持っていたという。

## 経済学・政治学
政治学や経済学の分野では、コレクティビズムを集産主義と訳す場合が多い。
経済学では、自由放任主義の個人主義とマルクス主義的な集団主義が対峙した。社会体制として経済と深く関係する政治学においては、可能な限り政府は関与しないとする資本主義と、これに対峙するすべてをリーダーに服従するファシズムがあり、その中間に、個人主義的な傾向の強い順に、社会民主主義、社会主義、共産主義がある。
但し『レーニン全集　第5版』によると最晩年のレーニンはロシアが克服すべき害悪として、集産主義、プロレトクリト、社会革命党（ナロードニキ主義）の三つをあげている。

## 文化論
ハリー・トリアンディスは、「親密に結びついた人々が織りなす社会的なパターン」を集団主義、「緩やかに結びついた人々が織りなす社会的なパターン」を個人主義と定義し、集団主義的な文化の国としてブラジル・インド・ロシア・日本を挙げ、個人主義的な文化の国としてフランス・アメリカ合衆国・イギリス・ドイツを挙げる。“主観的文化”の要素を「言葉、共有される信念、態度、規範、ルール、行動」であるとし、主観的文化に影響を及ぼすものとして、土地の気候および生態の変化・歴史的な出来事（戦争、異文化集団による征服）・文化の普及（移住、異文化製品の流入）を挙げる。
トリアンディスは、どの文化にも個人主義的な個人と集団主義的な個人がおり、どの個人も個人主義的な要素と集団主義的な要素を持ち合わせており、ある個人が個人主義的であるか集団主義的であるか、ある文化が個人主義的な文化であるか集団主義的な文化であるかは、そのバランス、割合によって決まる、生活の個々の場面・局面において、どちらの要素を選択するのかが社会的行動の決定要因となる と述べる。極端な傾きは個人主義と集団主義のどちらも不合理を招く と述べる。
トリアンディスによれば、集団主義的な認知要素は“私が属する集団は私がこうすることを望んでいるという考え”で、例えば個人主義的な認知要素は、"私は親切であるという考え"である。集団主義者は、"みんなの考え方、感じ方、行動が同じであること"を望み、個人主義者は"議論を通して立場を明確にすること"を好む。個人主義者は確信のために独自の論拠を探そうとし、集団主義者は、「同意が得られる領域を探そうとして」、「意向をためらいがちに打診する」。個人主義は寛容さと文化的複雑性の結果であり、集団主義は厳格さと文化的単純さの結果である。個人主義者は人の行動の肯定的結果に着目し、集団主義者は否定的結果に着目する。
トリアンディスによれば、人口比で世界の多数派は集団主義者であり、個人主義、西洋的な物の見方は少数派である。
アイデンティティ政治は個人の属性を非常に重視する。「アメリカに侵略された国民／アメリカ国民」「黒人／白人」「女性／男性」「同性愛者／異性愛者」などである。この点についてバーニー・サンダースは労働者階級がベトナム戦争を始めたわけではないとして批判をしている。

### 日本・中国
トリアンディスは『個人主義と集団主義 2つのレンズを通して読み解く文化』にて、「個人主義」、「集団主義」についての理解を試み、集団主義的な文化の国の例として日本 や中国 を挙げる。しかし、学界では日本の集団主義の程度は米国と差がないという声が常にある。質の高い証拠とされるメタアナリシスでも、アメリカの集団主義は日本より高く、集団主義の指標の一つである慈善活動は日本の方が高いという結果が出ている。
原則関係社会を個人主義的な社会、人間関係社会を集団主義的な社会 であるとし、原則関係社会をイデオロギー的・普遍主義・知性主義・理論的・「特徴」的、人間関係社会を派閥的・個別主義・感性主義・直感的・「場」的 であるとする。
人間の社会はもともと人間関係社会であり、原則関係社会は原則・抽象的なものが必要とされていくうちに出現したもので、現代の原則関係社会を人間関係社会から原則関係社会へ変化させたものは他文化との戦争である とする。
人間関係社会のアイデンティティは目にみえる場的・地縁的なグループであり、原則関係社会のアイデンティティは抽象的なグループ、たとえば、「私は○○人である」というような考え、階級、職業、たとえば「女性解放運動」などといった哲学、血縁 などである。
人間関係社会は"場"に対する敏感さから文化を生み、原則関係社会は"抽象的なもの・原則"に対する敏感さから文化を生むという特徴がある。人間関係社会は他の目にみえるグループや人に対して排他的、原則関係社会は他の思想やアイデアに対して排他的である。人間関係社会は合理的になると原則的現実主義たとえば高度成長時代の日本の会社を生み、非合理になると教条的感情主義たとえば日本の軍国主義や派閥主義を生む、原則関係社会は合理的になると現実的原則主義たとえば社会科学を生み、非合理になると感情的教条主義たとえば宗教的・政治的狂信を生む、最も合理的、コモン・センス(common sense)に至った場合は、人間関係社会と原則関係社会の傾きを自由に行き来でき、偏りがなくなる とする。原則関係社会は洗練された知性主義を醸し出し、人間関係社会は洗練された感性主義を醸し出す という。
クラークによれば、「人間関係社会」、「原則関係社会」という把握は、身近にある具体的個別的な環境や人間関係にこだわる志向と普遍的抽象的な原則にこだわる志向ということで、社会科学で広くいわれている「個別主義(Particularism)」、「普遍主義(Universalism)」という把握と根本的には同じである。しかし、グループの構造だけではなく思想の志向にも着目している点が異なるという。これにより、1979年時点の（欧米の）社会科学では日本は欧米より個別主義的で、中国・インド・イスラム社会は日本より個別主義的であると理解されるが、クラークによる説では、中国・インド・イスラム諸国は欧米より普遍主義的で、日本は欧米より個別主義的であると把握される とする。また日本の歴史を通してみると、部族的な状況にあった時代は人間関係社会で、朝鮮半島での中国大陸や朝鮮半島の勢力との戦争に関わっていた時代には原則関係社会へ傾き、平安時代に入り朝鮮半島での戦争と関わりがなくなると人間関係社会へ戻り、帝国主義時代の欧米との接触が始まった江戸幕末以降、第二次世界大戦に敗れるまでの間は原則関係社会へ傾き、戦後は人間関係社会の方へ戻ってきたとする。また、人間関係社会は、原則に基づいた組織をコントロール出来るか不安があるという。オーストラリアはヨーロッパ移民の思想の流れを受け継ぐが、地理的に他所の国・文化と離れていて長く他文化に侵略される不安・戦争に巻き込まれる経験を有さないので、人間関係社会へと傾いた経験があるという（1979年時点）。
ロナルド・E.ドーランとロバート・L.Wordenらは日本でグループで働くにはグループ間の相互依存を強め、グループのメンバーではない者との違いについての感覚を強化し、そうして成功したコミュニケーションチャネルを開発する必要が迫られるとしている。それでも、現代の社会で生活や仕事をしている個人間に起こる社会的相互作用を超えた作用も必要で、新聞の購読購入など関係が短時間で重要事項でない場合、個人の価値観は維持されているとしている。しかし、近隣であるかどうかにかかわらず関係がビジネス、結婚、就職雇用など、長期にわたって続くと予想される場合、良い関係を確立し維持するために細心の注意が払われうることもあり、このような関係は多くの場合希望者への提供、仲人として機能することで相対、友人、または同僚のソーシャルネットワークを活用することによって関係が開始されるとしている。仲人はこの場合各家族の経歴を調べたり、公私に仲介、相談に乗ったりする、 結婚の取り決め（場合によっては見合い）について交渉する人を指す。しかし、この種の個人的な調停は日本の生活の多くの面で一般的事項であるとしている。
山岸俊男は『心でっかちな日本人』で、集団で行動する日本人をみて、その個々の成員が "集団で行動することを信望している" "望んでいる" "集団主義者である" と理解することを「心でっかち」と呼び、その理解は違う とし、その誤解の解消 を試みる。
山岸は『心でっかちな日本人』で、日本人が集団のなかで（己を犠牲にしてでも）遠慮し合って協調的に行動するのは、喜んで・好んで・進んで・自発的に・前向きに"集団の利益を望んでいるから"ではなく、「集団の利益に反するように行動するのを妨げる社会のしくみ、相互監視と相互規制のしくみが存在しているから」、「圧力やしがらみ、あるいは社会のしくみのせい」であるとする。集団のほかの成員からどう思われるだろうという心配、相互監視と相互制裁が働く状況を人為的に取り除いた社会心理学の実験では、アメリカ人のほうが日本人より集団の共通目標に協力的に行動することが確かめられた という。「まわりの人たちがとっている行動によって、その行動をとることの利益とコストが変わってくる行動」 を "頻度依存行動" と呼び、相互に依存的な頻度依存行動は経済学でいう「戦略的補完性」にあてはまる とし、頻度依存行動と限界質量、相補均衡という言葉・概念で いじめ、衣服の流行、大学や企業の選択を説明 し、終身雇用と年功序列の日本的雇用慣行を経営者と労働者の戦略的補完性として説明する。ほとんどの場面で「内集団ひいき」の相補均衡が成立している社会を集団主義社会と定義 し、この内集団ひいきの相補均衡は、人類の歴史上、ほとんどの時代と社会で普遍的なものであると述べる。欧米において、産業化と市場の拡大がその均衡を崩し、同時に「エージェント問題を生まない品質保証済みの人材」の要請を生み、背景にキリスト教倫理もあって、生まれたのが自律的なコントロールを持つ古典的な個人主義すなわち自身の「個人的尊厳の維持を最も大切な行動原理とする人間」であるとする。そして、内部指向で自律による自尊心を古典的個人主義とし、他者指向で自身の売り込み・宣伝による自己高揚を現代資本主義の個人主義とする。
山岸は「人々が集団と心理的に一体化している心の状態」を「西欧的集団主義」と呼び、「他者とのあいだで相互依存的な実践活動を行う場として集団をとらえ、自分の生活における集団の重要性を認識していること」を「日本的集団主義」として、集団への義務と集団内部での協調を重視し、生活の場としての重要性を感じているのが日本的集団主義の特徴だとする。
山岸によれば、1991年の『文化と自己』という論文（北山忍、ヘーゼル・マーカス）をきっかけに、現代科学の心理学は西欧で生まれ、西欧の人々の心の分析・調査から生まれた学問であり、西欧以外の国・地域では"輸入されたもの"として存在しており、西欧以外の国・地域の人々にこれをそのまま当てはめるのは無理があるという認識、文化心理学の指摘が生まれているという。
渡辺幸一は、個人の権利を大事にするということは、すなわち社会に存する個々人の権利を互いに尊重することと意識される、すなわち、公と個人の関係を重視するのがイギリスなど欧米の個人主義であるとして、比較して、集団のなかにまぎれる、集団に依存する度合いが高いことが日本人社会の特徴であると述べている。金美齢は、著書『日本は世界で一番夢も希望もある国です!』のなかで、現代日本では、その傾向は若い人ほど強い傾向があると考察している。
2009年7月17日放送のフジテレビ『とくダネ!』によると、独りで食事をしているところを友達にみられたら何と思われるかわからないという理由で、大学で独りで食事をするときにはトイレの個室で取るという大学生が存在しているという。
ルース・ベネディクトは、「集団主義」とまとめた形では論じていないが、1946年の『菊と刀』のなかで、「『集団主義』としてまとめられるような分析の手がかりを豊富に」 提示している。ベネディクトは集団主義を支える観念として「誠実」「自重」を挙げ、この場合の「自重」とは「『目上の者』あるいは『雇主』に対して『迷惑』のかかるようなことはいってはならない、またはしてはならない」 ということを意味し、集団のなかで「『各人が自分にふさわしい位置を占める』という意識と行為が、日本人の社会関係の基本」 にあるとし、日本人は人生を「他人の行動の中に看取されるあらゆる暗示に油断なく心を配ること、および他人が自分の行動を批判するということを強く意識する」 ことと捉えており、「何が『正しい』行動なのかの判断は、常に社会関係の中でとらえられ、『世間』によって決められる」 と考えている、と分析した。
川島武宜は1948年の著書『日本社会の家族的構成』で、「個人的行動の欠如とそれに由来するところの個人的責任感の欠如」「一切の自主的な批判・反省を許さぬという社会規範」「家族的雰囲気と、その外に対する敵対的意識」を「日本の『家族的構成』原理の主要特徴」とし、「自発的な人格の相互尊重という民主主義的倫理の上においてはじめて、真に深い人間愛に結び付けられた家族生活・社会生活の精神的結合が可能となる」と主張した。
中根千枝は『日本的社会構造の発見』（1964年）『タテ社会の人間関係』（1967年）にて社会人類学的な手法を用いて自国の社会の分析をし、理解するキーポイントは「集団」と「タテ性」にあるとし、日本人の集団意識は常に「場」に置かれているとした。
精神医学者の土居健郎は『甘えの構造』（1971年）で、「『甘え』による『他人依存』的『自分』」 を擁護した。同じ精神医学者の木村敏は『人と人の間』（1972年）で、日本人にとっての「自分」とは「『自分』と他人との間で共有される日常生活の過程の中で、そのつどの状況に応じ、その共有関係において、自らに配された部分であり、その部分は独立しては存在しえない」 とし、西洋でいう「自我」とは異なると分析した。
濱口恵俊は『「日本らしさ」の再発見』（1977年）で、日本社会は「間人主義」社会であり「集団主義」社会ではないと主張した。また濱口によれば、個人主義は「自己中心主義」「自己依存主義」「対人関係の手段視」という特徴を持ち、間人主義は「相互依存主義」「相互信頼主義」「対人関係の本質視」という特徴を持つ。いっぽう山岸によれば、それは「信頼」ではなく、「安心」であるという。
青木保は『「日本文化論」の変容―戦後日本の文化とアイデンティティー』（1990年）で、「日本文化論」は根拠の部分が経済や技術の「実用性」に求められており、思想や科学の「内容」に求められていないので、それ自体に固有の価値を持たないと述べた。いっぽう、広井良典は『コミュニティを問い直す―つながり・都市・日本社会の未来』（2009年）で、現在日本には生きづらさや閉塞感が広がっているが、とくに大都市におけるその根本的な理由について、中根千枝や和辻哲郎の日本社会の集団、とくにそのウチとソトの関係についての考察に、重要な示唆が含まれていると述べる。
グレゴリー・クラークは『ユニークな日本人』で、インド・イスラム諸国・中国・欧米・韓国を「原則関係社会」、日本を「人間関係社会」と把握し、現代の世界においては、日本人社会で働いている心理・考え方を世界のなかで独特なものであるという理解を提示する。
日本人の価値観、日本文化特有の文化的な仮定と考え は、公的表現と私的思考/感情との間の本音/たて前は、 日本文化において最も重要であると考えられており  日本の神話から神は愛や怒りなどの人間の感情を表している  。これらの物語では、他者とのポジティブな関係をもたらす行動が報われ、共感は、自分自身を他者と同一視して、高く評価される。 対照的に、個人主義的または反社会的（他者に害を及ぼす）行為は非難される。神話では、犯罪者を追放することにより、有害な行動が処罰されている。
反社会的行動を管理および統合しない社会は存在できず   日本の子どもたちは、人間の充実は他者との密接な関係から生まれることを幼い頃から知っていく。子どもたちは、自分が家族から始まり、後に近所、学校、遊び場、コミュニティ、会社などのより大きなグループに広がる相互依存社会の一部であることを認識するために、早くから学んでいく。他者への依存は、人の状態の自然な部分であるとき社会的な義務（マイナス視した義理、全うするにはあまりにも面倒）が日本の歴史と文化 につながるが、 自殺という大きな話題が精緻化し、21世紀の初めには、学校でのいじめが非常に大きな関心事になっていった 。
対人関係では、ほとんどの日本人はオープンな競争と対立を避ける傾向があるが 他の人と協力することは自制心を必要としますが、グループ、感情的安全、社会的アイデンティティに貢献することに誇りを持っています。 和 というグループ内の調和の概念は、協力の態度と社会的役割の認識を必要とする。 グループの各個人が個人的な義務を理解し、他の人の状況に共感する場合、グループ全体の利益になるとする。成功は、すべての人が最善の努力を尽くした場合にのみ実現でき多くの場合決定はグループの全員と相談した後にのみ行われる。コンセンサスは普遍的な合意があったことを意味するものではないが、このスタイルの協議による意思決定は、グループの各メンバーが情報交換を行い、グループアイデンティティの感情を強化し、意思決定の実施を円滑にする。 グループ内の協力は、多くの場合、問題が教育の成功であろうと市場シェアであろうと、そのグループと並行するグループとの間の競争に焦点を当てている。ユニフォーム 、名前、バナー、歌などの記号は、部外者とグループ内の人々の両方に対して、グループを他とは異なるものとして識別している。グループ活動への参加は、公式であろうと非公式であろうと、個人がグループの一部と見なされることを望む象徴的な声明である。 このように、 仕事後のバーホッピングは、情報交換や社会的緊張の解放の手段となる機会を提供するだけでなく、関係を継続したいという希望を非言語的に表現する機会も提供している。
日本のグループで働くには、グループの相互依存性を強化するコミュニケーションの成功チャンネルの開発、およびグループのメンバーではない人との違いの感覚が必要であるが   しかし、現代社会では、共に生き、働く個人との社会的相互作用が必要。 交換が短く、新聞の購入など比較的重要でない場合、匿名性は維持される。 しかし、ビジネス、結婚、雇用、近所など、関係が長期にわたって続くと予想される場合、良好な関係の確立と維持に細心の注意が払われる可能性がある。このような関係は、多くの場合、希望者への導入を提供したりgo-between（仲人nakoudo） として機能することができ、相対、友人、または同僚のソーシャルネットワークを利用することによって始まっている。 仲人とは、ほとんどの場合、 結婚の取り決めを交渉する人を指す。これには、各家族の経歴の確認、質問や批判の伝達、困難の解消などが含まれる。 しかし、この種の個人的な調停は、日本の生活の多くの側面で一般的である。

### 韓国
専門家らは韓国社会は世界でも最も集団主義文化であるため、独裁国家の思想検証のように反日不買運動に参加する集団が、参加しない他人を罵倒し、後ろ指を差すことが許される事態になっていると述べている。カクソウル大学心理学科教授は韓国は敵か味方かを明確に分けて中立を許さない二元性向が他国より顕著に高いため不買運動でその傾向が露呈していると述べ、積極的でなければ悪いやつとする葛藤が起きていると解説している。シャイジャパンという形で以外で反日に反対すれば無視や仲間外れにされ、下手をすれば制裁を受けるかもしれないと同調させられる社会であると報道された。